# 鎌倉泰川
鎌倉 泰川（かまくら たいせん）は、日本の映画監督、映像作家。
2010年より、北野誠・西浦和也（にしうらわ、怪談蒐集家）と共に「ガチンコ・ホラー・ドキュメンタリー　北野誠のおまえら行くな。」シリーズをスタート、監督・撮影を行う。

## 監督作品

### 映画
- 秋葉男Z（2009年、マジカル）- 監督/脚本

### オリジナルビデオ
- 「北野誠のおまえら行くな。」シリーズ - 監督/撮影/出演

- 新Zero WOMAN 0課の女再び…（2004年）- 監督
- 秋葉男　AKIBAOTOKO（2006年）監督 [3]
- 彦いち噺　DVD-BOX（2007年）- 監督
- 島田秀平　怪奇の方程式　戦慄！投稿動画の怪談（2014年）- 監督 [4]
- 桜金造の怪談　実録！死ぬほど怖い話（2014年）- 監督 [5]
- 桜金造の怪談　実録！死よりの生還（2014年）- 監督
- 本当の心霊投稿コレクション　封印のファイル（2017年）- 撮影/監督 [6]
- 本当の心霊投稿コレクション　禁断のファイル（2017年）- 撮影/監督

### テレビ
- 「北野誠のおまえら行くな。」シリーズ（2011年 -　、エンタメ〜テレ）- 監督/撮影/出演 [7]
- 「北野誠のぼくらは心霊探偵団」シリーズ（2018 -、エンタメーテレ）-監督/撮影/出演

## 参加作品

### 映画
- 「超」怖い話　THE MOVIE　闇の映画祭（2005年、竹書房）「深夜ノ墜落」- 総監修 [8]

### テレビ
- みんなのうた（2007年、NHK）「MOTTAINAI〜もったいない〜」 - 映像制作